# Onthophagus willameorum
Onthophagus willameorum är en skalbaggsart som beskrevs av Walter och Yves Cambefort 1977. Onthophagus willameorum ingår i släktet Onthophagus och familjen bladhorningar. Inga underarter finns listade i Catalogue of Life.